# دوریان گودون
دوریان گودون (فرانسوی: Dorian Godon‎؛ زادهٔ ۲۵ مهٔ ۱۹۹۶ ‏(۲۸ سال)) دوچرخه‌سوار اهل فرانسه است.
از باشگاه‌هایی که در آن رکاب زده‌است می‌توان به تیم دوچرخه‌سواری کوفیدیس اشاره کرد.